# バンベルク魔女裁判

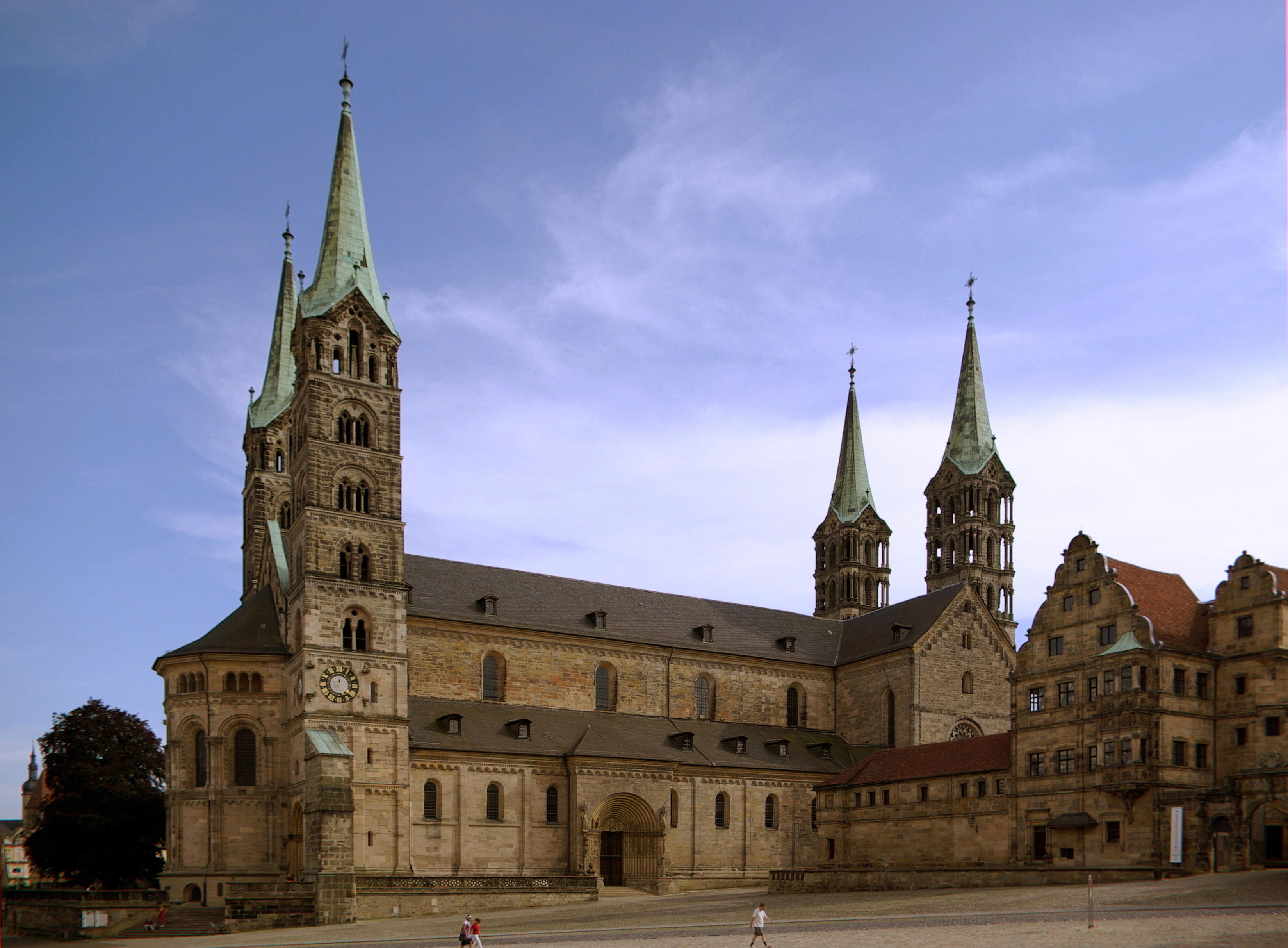
バンベルク大聖堂

バンベルク魔女裁判（バンベルクまじょさいばん、Bamberg witch trials）は、1626-1631年に、ヴュルツブルク魔女裁判などと並行して、ドイツ南部で行われていた一連の大規模な魔女裁判の一つ。裁判は長期間にわたり、約1000人が処刑された。バンベルク魔女裁判は三十年戦争中に行われた中で最大の魔女裁判であり、トリーア魔女裁判、フルダ魔女裁判、ヴュルツブルク魔女裁判と並ぶドイツ四大魔女裁判の一つである。